# Karol Chmiel (żołnierz)

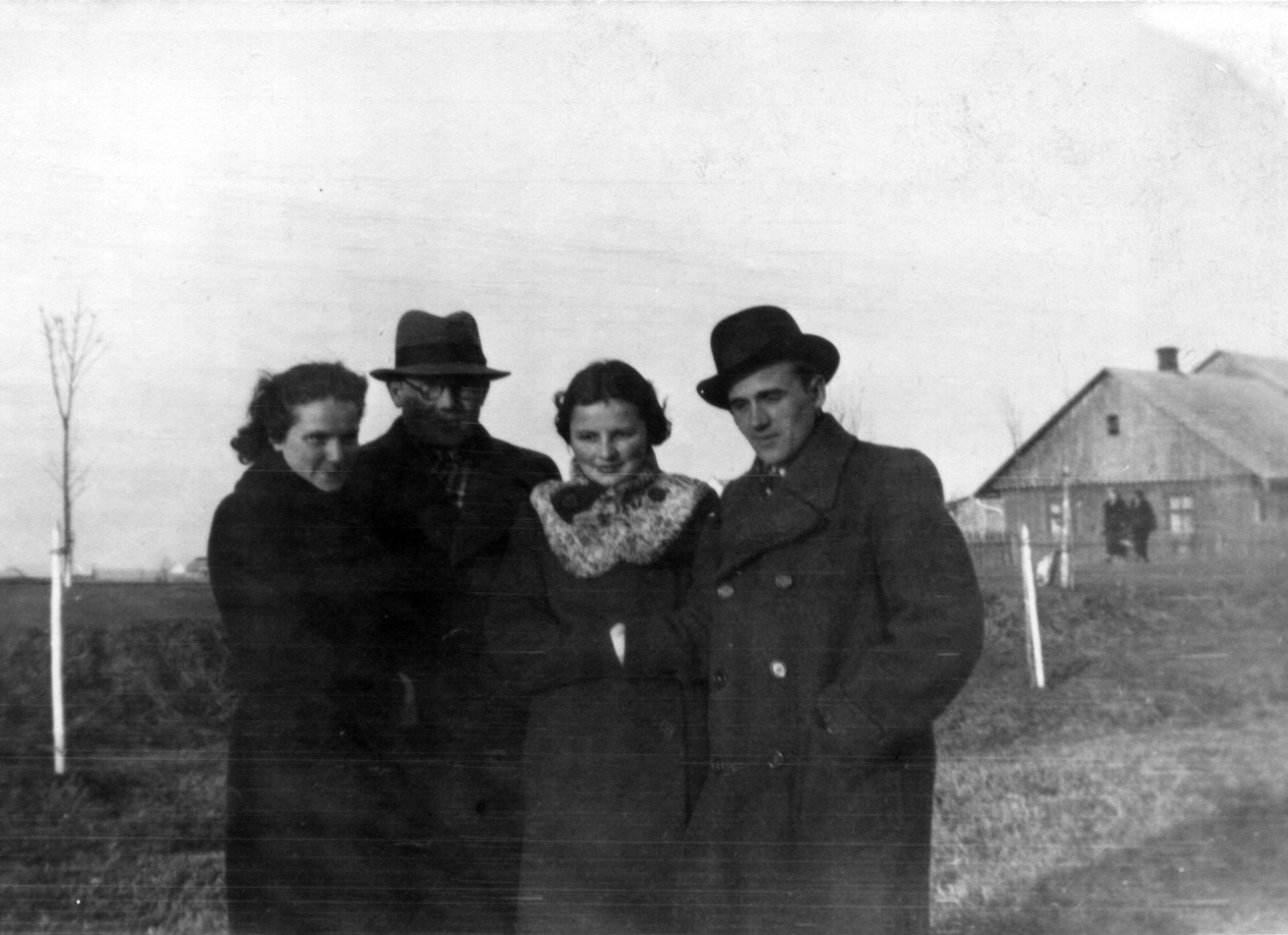
Tadeusz Dyło i Karol Chmiel (z prawej) – okolice Pilzna, około 1934

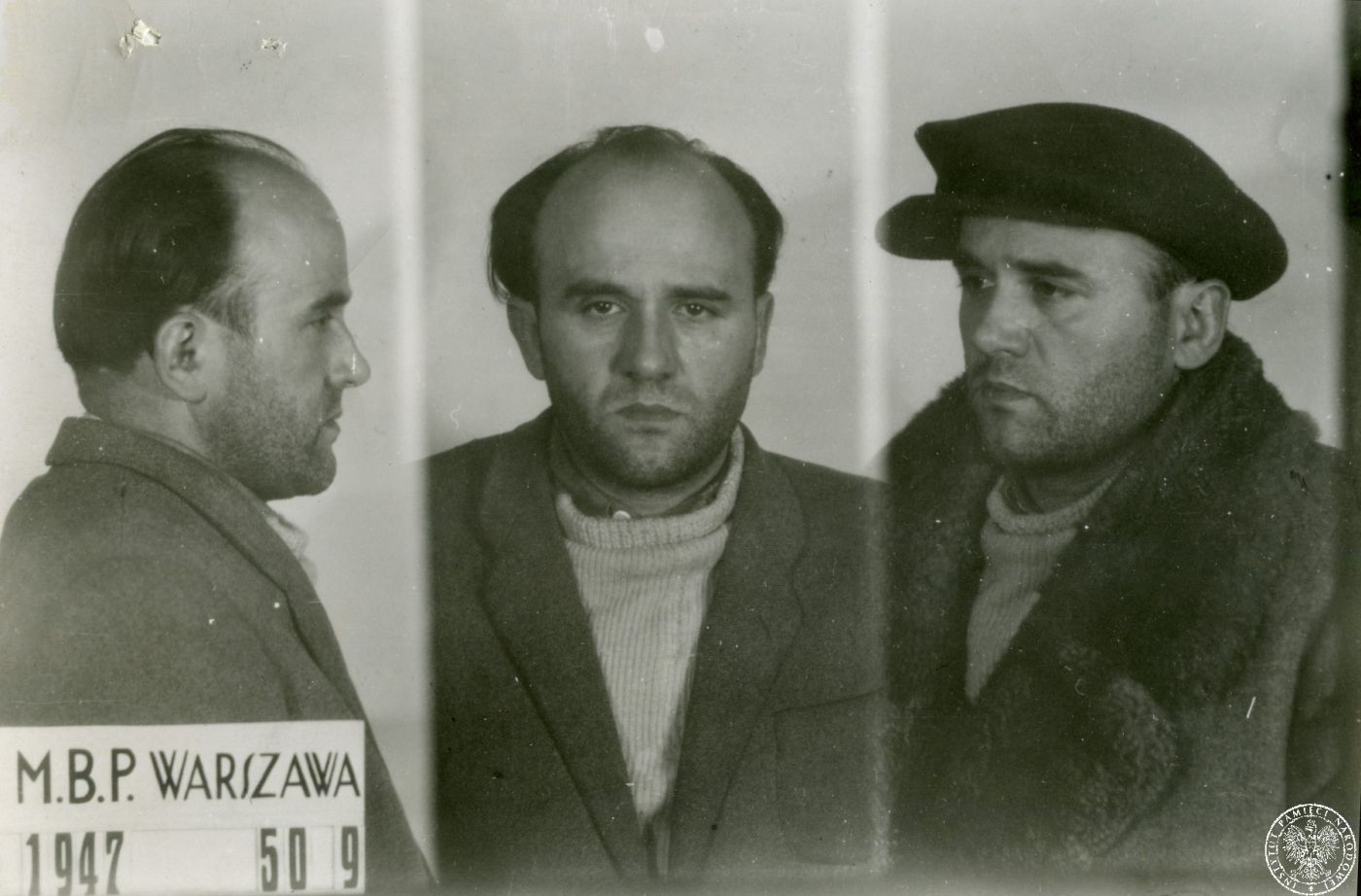
Karol Chmiel po aresztowaniu przez MBP 1947

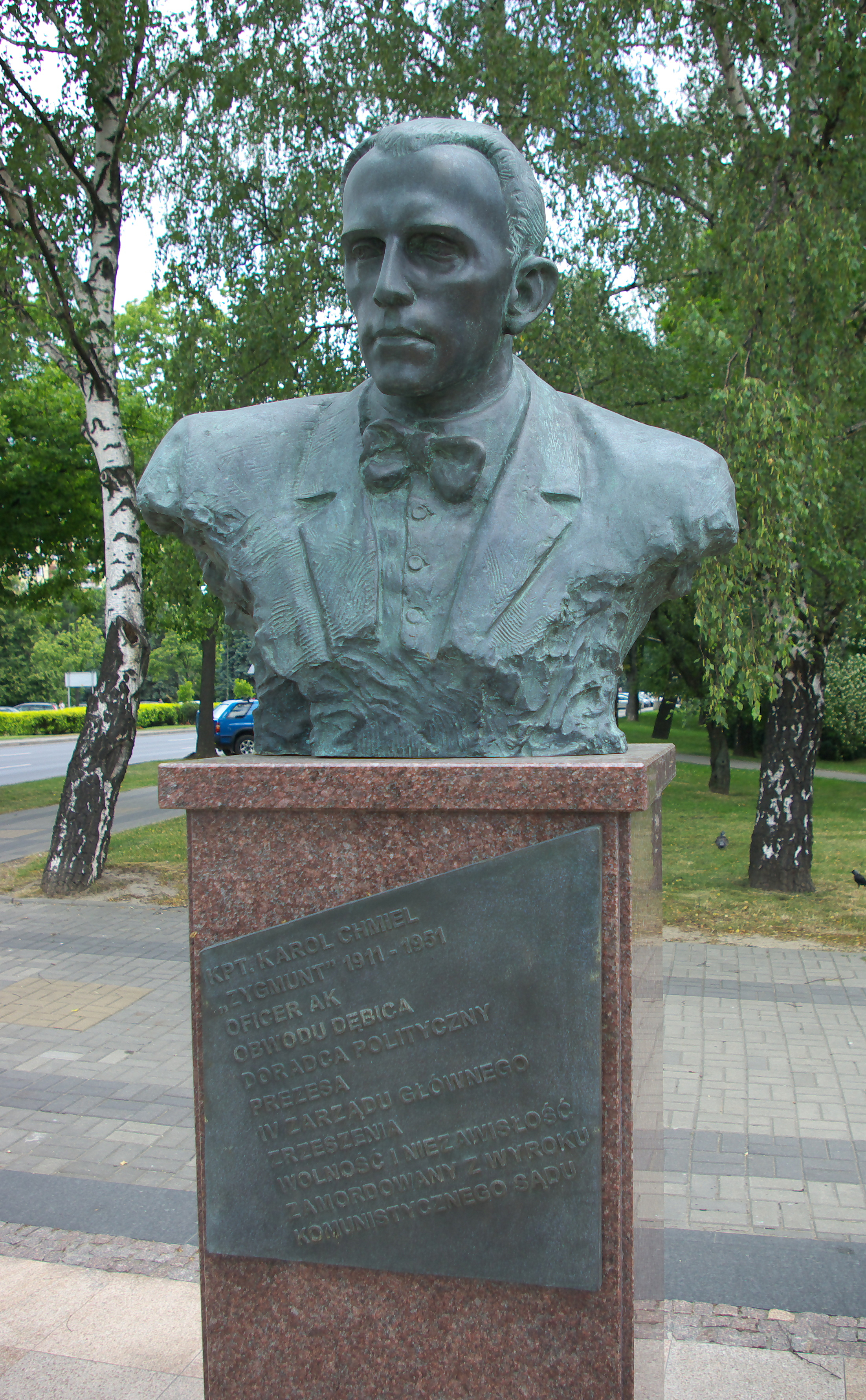
Popiersie Karola Chmiela w ramach Pomnika Żołnierzy Wyklętych w Rzeszowie

Karol Chmiel ps. Grom, Zygmunt, Katonowicz, Leon (ur. 17 kwietnia 1911 w Zagorzycach, zm. 1 marca 1951 w Warszawie) – porucznik Wojska Polskiego, w 2013 roku awansowany pośmiertnie do stopnia kapitana. Członek IV Zarządu Głównego Zrzeszenia Wolność i Niezawisłość. Aresztowany przez funkcjonariuszy MBP w 1947, ofiara mordu sądowego w więzieniu mokotowskim.

## Życiorys
Syn Antoniego i Katarzyny z Charchutów, urodził się w rodzinie chłopskiej. Świadectwo dojrzałości uzyskał w Gimnazjum im. Króla Władysława Jagiełły w Dębicy, a dyplom magistra prawa na UJ w Krakowie. Ukończył w stopniu kaprala podchorążego rezerwy Kurs Podchorążych Rezerwy Piechoty 6 Dywizji Piechoty przy 20 pułku piechoty w Krakowie. Po ślubie z Ireną z Suchodolskich, córką znanego malarza Włodzimierza, zamieszkał w Wojsławiu pod Mielcem, gdzie żona była kierownikiem szkoły powszechnej. Do września 1939 r. pracował w samorządzie miejskim w Mielcu.
W czasie mobilizacji w sierpniu 1939 został powołany w stopniu plutonowego podchorążego rezerwy do Ośrodka Zapasowego 6 Dywizji Piechoty w Krakowie. Po wybuchu II wojny światowej przemieszczał się z ośrodkiem przez Tarnów i Jarosław. Uniknął niewoli. Po zakończeniu walk powrócił spod Lwowa do rodzinnych Zagorzyc. Tu w styczniu 1940 wstąpił do ZWZ, od stycznia 1941 dowodził plutonem. W 1942 awansował do stopnia podporucznika AK, a w 1945 – porucznika. Walczył w BCh, był komendantem powiatowym BCh w Dębicy, także komendantem obwodu AK w Dębicy. Używał wówczas pseudonimu „Grom”. W akcji „Burza” ciężko ranny. Po wyleczeniu zamieszkał w Swoszowicach koło Krakowa, pracował w spółdzielczości, należał do PSL. Od września 1945 rozpoczął działalność konspiracyjną w WiN na obszarze południowo-wschodnim, od stycznia 1947 był członkiem kierownictwa IV ZG WiN. Sprawował funkcję kierownika wydziału. Używał wówczas pseudonimów „Zygmunt”, „Katonowicz” i „Leon”. Był współautorem Memoriału do ONZ w 1946, doradcą politycznym prezesa WiN, wyznaczony do przerzutu na Zachód.
Aresztowany 12 grudnia 1947 w Krakowie i osadzony w więzieniu mokotowskim. Po trzyletnim ciężkim śledztwie, podczas którego był wielokrotnie torturowany, m.in. przez Józefa Różańskiego, został 14 października 1950 wraz z sześcioma towarzyszami broni oraz członkami IV Zarządu Głównego WiN-u (Józefem Batorym, Franciszkiem Błażejem, Łukaszem Cieplińskim, Mieczysławem Kawalcem, Adamem Lazarowiczem, Józefem Rzepką) skazany przez Wojskowy Sąd Rejonowy w Warszawie Sr.1099/50 (ława pod przewodnictwem płk Aleksandra Wareckiego) na podstawie 86 § 1,2 KKWP 7 Dekretu na karę śmierci.
Został stracony nad ranem 1 marca 1951 roku. Współwięzień Romuald Woźniacki opisuje, że Karol Chmiel wyrywał się strażnikom przed śmiercią.
W więzieniu napisał piosenkę na melodię „Czerwonych maków”: „Czy widzisz te mury czerwone, to grozy i kaźni jest dom...”.

## Upamiętnienie
Jego grób symboliczny znajduje się na Cmentarzu Wojskowym na Powązkach w Warszawie w Kwaterze „Na Łączce”, a rzeczywiste miejsce pochówku nie jest znane.
W dniu 1 marca 2013 r. z okazji obchodów Narodowego Dnia Pamięci Żołnierzy Wyklętych minister obrony narodowej Tomasz Siemoniak awansował go pośmiertnie do stopnia kapitana.
Jego imię nosi gimnazjum w Zagorzycach Górnych.
W ramach odsłoniętego 17 listopada 2013 Pomnika Żołnierzy Wyklętych w Rzeszowie zostało ustanowione popiersie Karola Chmiela.
W lutym 2024 roku Szkoła Podstawowa w Zagorzycach Dolnych otrzymała imię kpt. Karola Chmiela.

## Odznaczenia
1 marca 2010 r. został pośmiertnie odznaczony przez Prezydenta RP Lecha Kaczyńskiego za wybitne zasługi dla niepodległości Rzeczypospolitej Polskiej Krzyżem Komandorskim z Gwiazdą Orderu Odrodzenia Polski.